# Jean Arp
Pour les articles homonymes, voir Arp.
Hans Peter Wilhelm Arp, dit Jean Arp, né le 16 septembre 1886 à Strasbourg et mort le 7 juin 1966 à Bâle, est un peintre, sculpteur et poète alsacien, né allemand en Alsace occupée, et réintégré dans la nationalité française en 1918.
Cofondateur du mouvement dada à Zurich en 1916, il fut ensuite proche du surréalisme. Il réalisa de nombreuses œuvres plastiques, en étroite collaboration avec Sophie Taeuber-Arp, son épouse.
« Poète ou artiste ? Personne plus que Arp ne pose à tel point et dans toute son acuité le dilemme de l'appartenance. Nul avec lui ne parvient à vraiment trancher. »

## Biographie

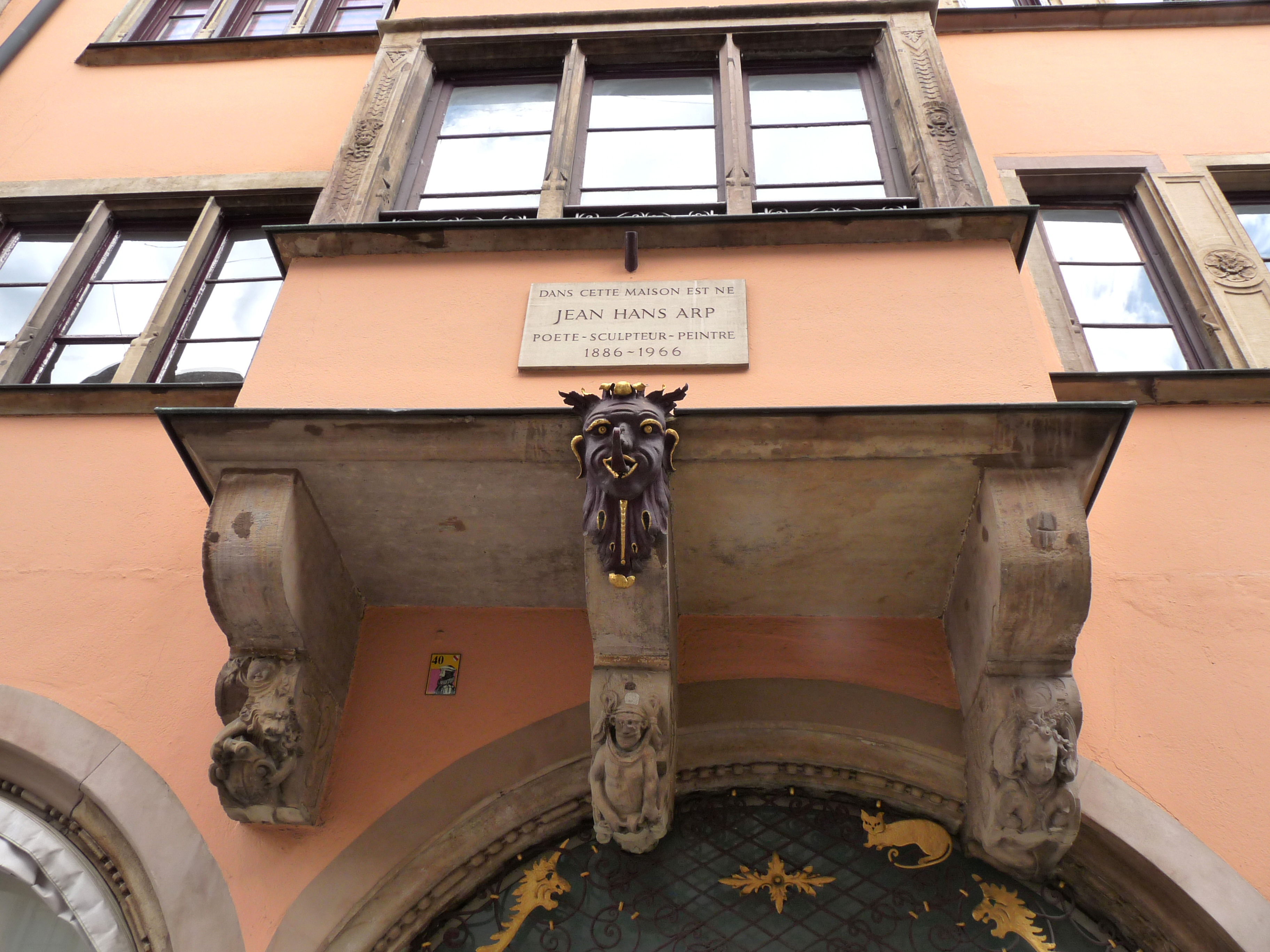
Maison natale à Strasbourg.

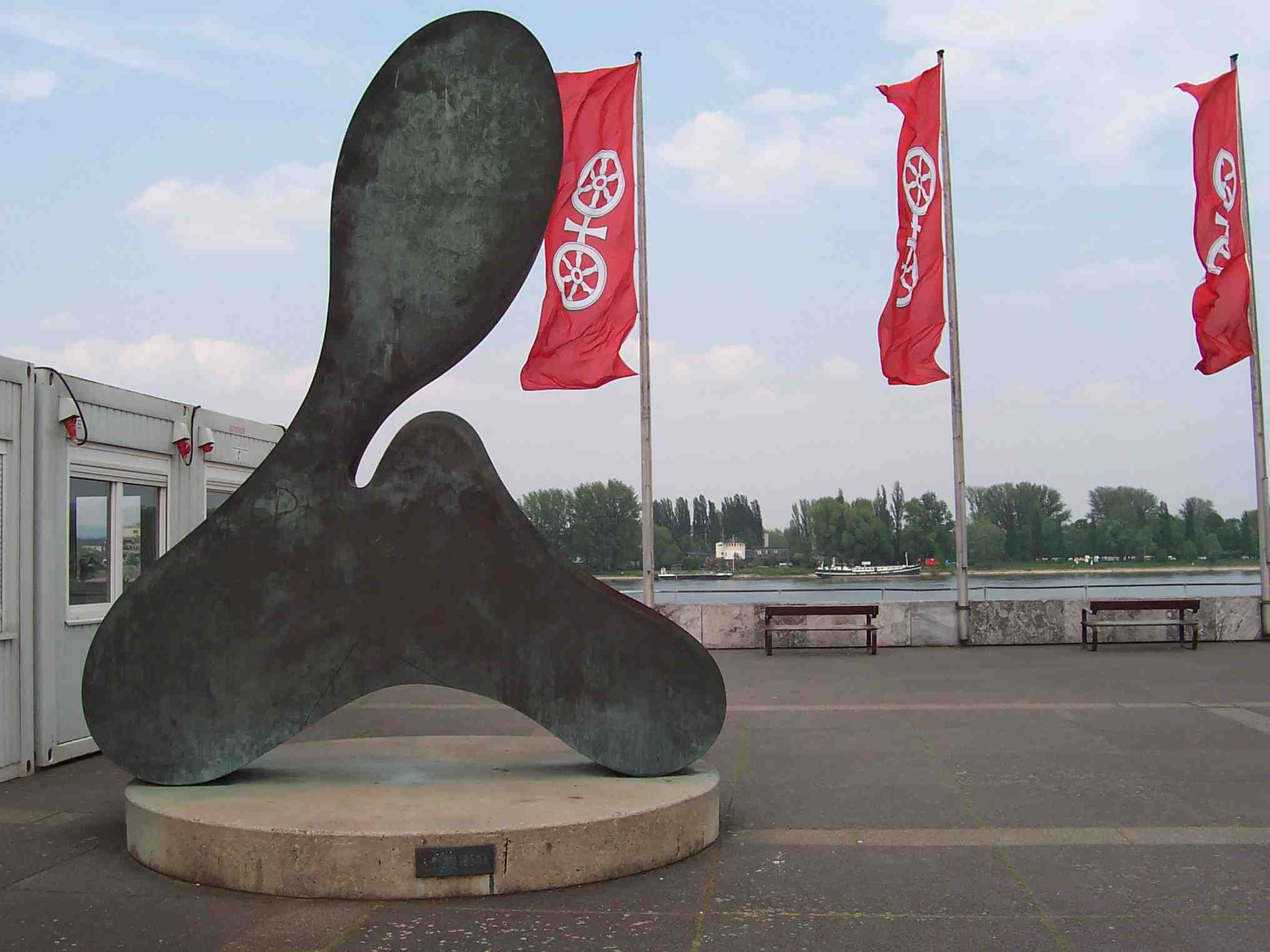
Clé des jaquemart, place de la mairie de Mayence.

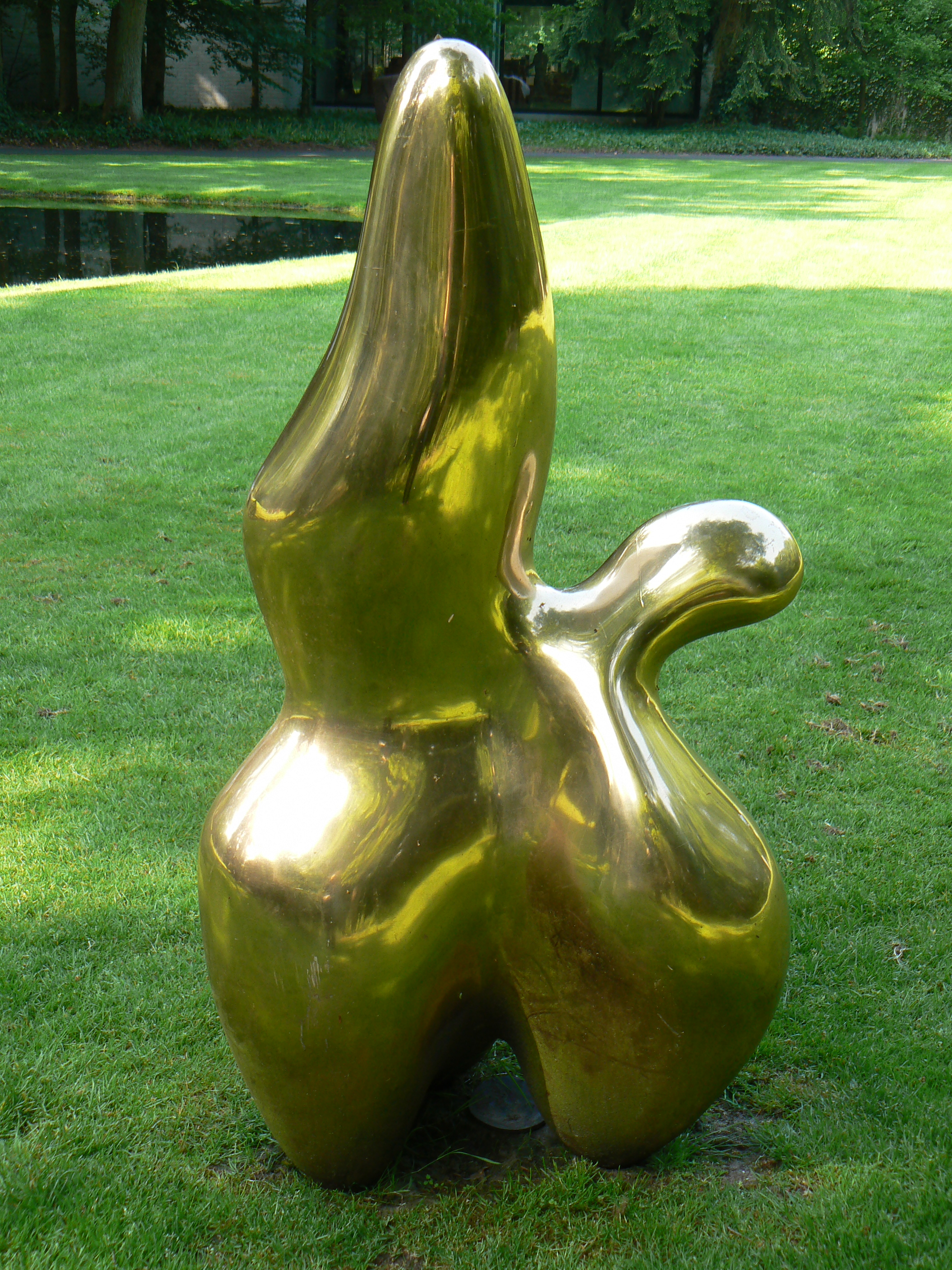
Berger des nuages (1953), Otterlo, jardin de sculpture du musée Kröller-Müller.

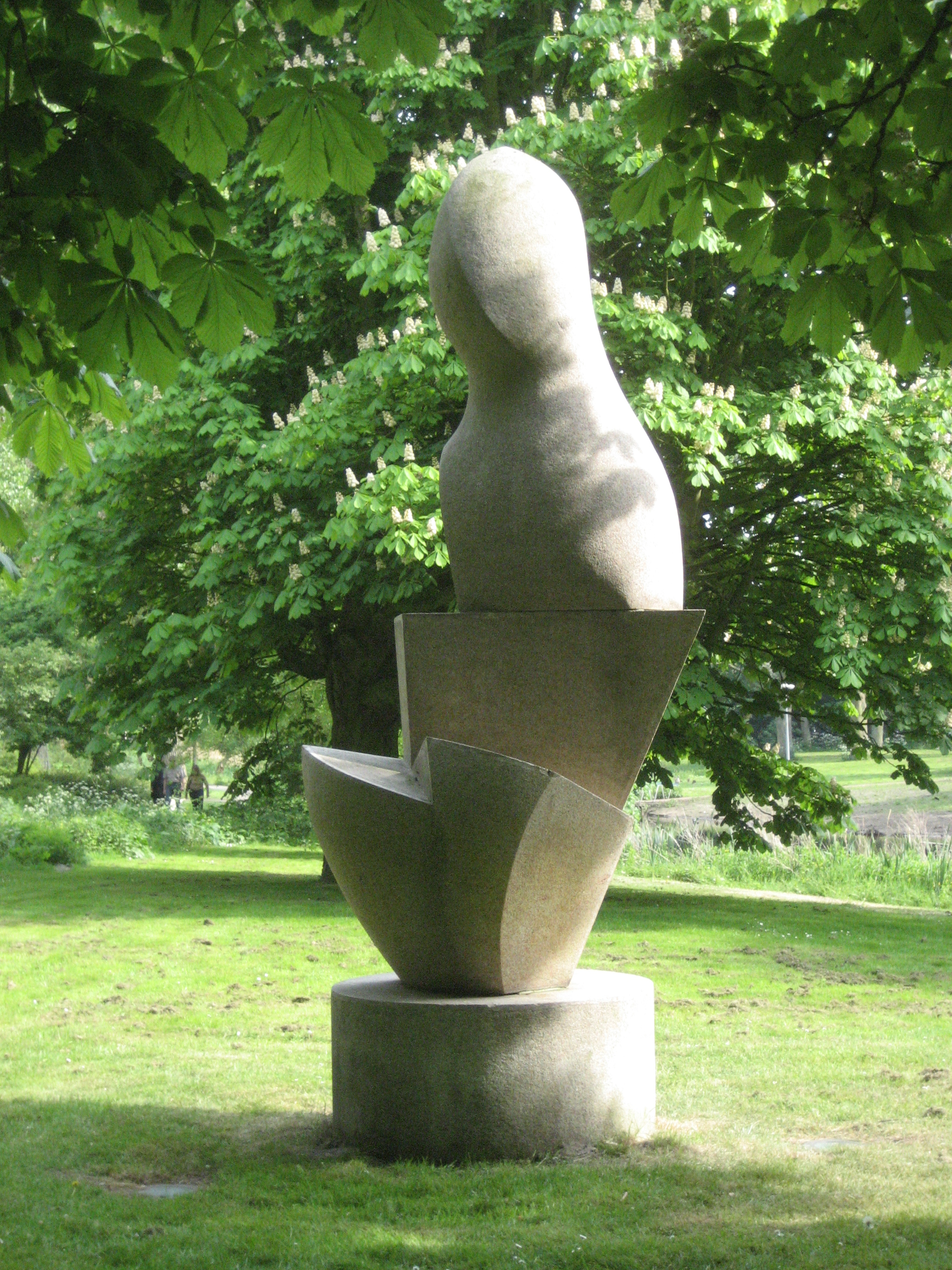
Scrutant l'horizon (1966), La Haye.

Hans Peter Wilhelm Arp est né le 16 septembre 1886 au 52, rue du Vieux Marché aux Poissons, à Strasbourg. Son père, Jürgen Peter Wilhelm Arp (1853-1921), est un commerçant « vieil allemand », né à Kiel. Sa mère, Marie Joséphine Koeberlé (1857-1929), est alsacienne et a été élevée dans la culture française.
De 1904 à 1908, Arp étudie les beaux-arts à l'École d'art de Weimar et à l'Académie Julian à Paris, qui le laissent sur sa faim artistique en raison de leur académisme. En 1908, il s'établit avec sa famille à Weggis dans le canton suisse de Lucerne, à la suite du déménagement de l'usine de cigarettes de son père en 1907. C'est là, à l'ombre du Rigi, entre Weggis et Greppen, qu'il raconte dans «Unsern Täglichen Traum» [Notre rêve quotidien], la douloureuse genèse de sa vocation. En 1911, il cofonde le mouvement Moderne Bund à Weggis.
Arp étudie les arts décoratifs à Strasbourg en 1912-1913 où il suit les cours de Théodore Haas à l'école des arts décoratifs en compagnie de Hans Haug, puis à Paris et Weimar, avant de se consacrer à la poésie. Il adhère quelque temps au club artistique Das jüngste Elsaß qui veut promouvoir une version rénovée de la culture alsacienne et germanique. Il fait aussi la connaissance de Paul Klee en 1909. Il participe ainsi à des expositions, dont celle du Blaue Reiter, en 1912. Il s'associe en 1916, à Zurich et à Cologne, à la fondation du mouvement dada. Il illustre plusieurs ouvrages de la collection « dada », comme Le Passager du Transatlantique, de Benjamin Péret, Vingt-cinq poèmes, de Tristan Tzara et un ouvrage de Richard Huelsenbeck. Il commence à sculpter en 1917. Proche des surréalistes, de 1926 à 1930, il devient membre fondateur du groupe Abstraction-Création.
Le 20 octobre 1922, il épouse Sophie Taeuber-Arp qu'il a connue à Zurich. En 1926, il est naturalisé français. Son père n'étant pas d'origine alsacienne-lorraine, il ne pouvait pas recouvrer la nationalité française conformément au traité de Versailles. En 1927-1928, le couple se fait construire une maison et atelier d'artiste à Clamart dont Sophie Taeuber a dressé elle-même les plans au 21, rue des Châtaigniers.
Ses premières œuvres de plâtre et de marbre datent de 1930. Il réalise des reliefs en bois peints, broderies et papiers collés. Il participe aux activités des surréalistes et fréquente les peintres abstraits de Cercle et Carré. Un poème lui est dédié dans Capitale de la douleur du surréaliste Paul Éluard.
Arp est à l'origine d'un vocabulaire de signes aux allusions figuratives et ironiques. À partir de 1930, la sculpture en ronde-bosse prend une place importante dans son œuvre.
À Strasbourg, entre 1926 et 1928, il participe à la transformation de l'Aubette, en collaboration avec sa femme et avec l'artiste néerlandais Theo van Doesburg. Avec le groupe surréaliste, il participe d'octobre à novembre 1933 au 6e Salon des surindépendants.
Sophie Taeuber meurt asphyxiée, le 13 janvier 1943, lors d'un voyage clandestin à Zurich, où le couple s'est réfugié à la suite de l'invasion de la Zone libre par l'Allemagne.
De très nombreuses expositions personnelles lui sont consacrées après-guerre, dès 1944 à la galerie Peggy Guggenheim à New York, puis à la galerie Maeght, la galerie Denise René à Paris, et Sidney Janis en 1950. Il réalise également de nombreuses commandes avec, entre autres, Constellation pour le Harvard Graduate Center de Cambridge en 1949, Le Berger des Nuages et Configuration pour la Cité universitaire de Caracas dans les années 1950. Arp est devenu un artiste internationalement reconnu. Selon André Breton, il fait partie des « modèles inimitables ».
En 1954, il reçoit le grand prix international de sculpture à la Biennale de Venise, est nommé chevalier de la Légion d'honneur en 1960, puis reçoit le grand prix national des arts en 1963.
Jean Arp s'établit en 1959 dans une nouvelle demeure, à la fois habitation et atelier d'artiste, sur la propriété Ronco dei Fiori à Locarno, aujourd'hui Fondazione Marguerite Arp, construite par Annette Gigon et Mike Guyer, de l'agence Gigon Guyer.
En 1968, la Manufacture de Sèvres édite trois vases sur les six formes que l'artiste y a créées en 1966. Chacun est édité en 10 exemplaires numérotés. Deux sont en porcelaine, Amphore de rêve et Amphore terrestre, et la troisième, Objet casanier, est en grès. La mort de l'artiste met un terme à cette collaboration, laissant ses projets à l'état de prototypes.
Un grand nombre de ses œuvres sont aujourd'hui exposées au musée d'Art moderne et contemporain de Strasbourg, qui lui consacre un espace central.
Son nom a également été donné à la place servant de parvis à ce musée, ainsi qu'au bâtiment de l'École nationale d'administration.
Sa seconde épouse, Marguerite Arp-Hagenbach, morte en 1994, a fait de la maison-atelier de Clamart la fondation Arp ouverte en 1979.
Ses derniers mots ont été : « Je vous aime tous, et je m'en vais maintenant rejoindre ma Sophie. »
Il repose au côté de ses deux femmes Sophie Taeuber-Arp et Marguerite Arp-Hagenbach au cimetière de Locarno.

## Œuvres
- 1925 : Tänzerin.
- 1927 : Femme.
- 1938 et 1962 : Fruit préadamite, plâtre[15], Musée bibliothèque Pierre-André Benoit et Musée d'art moderne de Strasbourg[16].
- 1948 : Fleur-miroir, à la Kunsthalle de Bielefeld.
- 1955-1961 : Colonne à éléments interchangeables, béton coulé, Fondation Pierre Gianadda, parc de sculptures, Martigny.
- 1962-1992 : Roue oriflamme, acier poli, Fondation Pierre Gianadda, parc de sculptures, Martigny.
- 1952-1966 : réalisation de plusieurs œuvres en tapisserie d'Aubusson tissées par l'atelier Picaud, l'atelier de tissage de l'École nationale des arts décoratifs d'Aubusson, la manufacture de tapisseries Tabard à Aubusson.
- 1955-1966 : six œuvres sont conservées au musée cantonal d'Art de Lugano[17].
- 1958 : Constellation UNESCO, sculpture en cuivre en quatre parties, Maison de l'UNESCO à Paris[18].
- 1962 : Arthur Rimbaud, peinture (24,1 x 20,3 cm)
- 1968 : Amphore de rêve, Amphore terrestre et Objet casanier, porcelaine et grès, Manufacture nationale de Sèvres.

## Illustrations
- Jean Arp, Soleil recerclé, 18 bois découpés originaux en couleurs par Jean Arp dont la couverture, Paris, Louis Broder, 1966, 185 exemplaires [poèmes inédits et dernières gravures sur bois de Jean Arp peu de temps avant la mort de l’artiste].

## Publications
Les références suivantes sont extraites de Sable de lune, trad. Aimée Bleikasten, Paris, Arfuyen, coll. « Neige », 2005, 197 p.  (ISBN 978-2845900622).

### Textes publiés en allemand
- Der Vogel Selbdritt, Berlin Otto von Holten, 1920.
- Die Wolkenpumpe, Hanovre, Paul Steegemann, 1920.
- Der Pyramidenrock, Erlenbach, Zurich Eugen Rentsch, 1924.
- Weisst du Schwarzt du, Zurich, Pra, 1930.
- Konfiguration, Paris, Poésie & Co., 1930.
- Muscheln und Schirme, Meudon-Val-Fleury, chez l’auteur, 1939.
- 1924 1925 1926/1943, Bern-Bümplitz, Benteli, 1944.
- Auch Das ist Nur Eine Wolke, Basel, Vineta, 1951, réédition Bâle, Neske, 1960.
- Wegweiser-Jalons, Meudon-Val-Fleuri, chez l’auteur, 1951, édition bilingue allemand, français.
- Die Engelsschrift, Tübingen, chez l’auteur, 1952.
- Wortträume und Schwarze Sterne, Wiesbaden, Limes, 1953.
- Behaarte Herzen, 1923-1926, Könige vor der Sintflut, 1952-1953, Francfort-sur-le-Main, Meta, 1953.
- Auf Einem Bein, Wiesbaden, Limes, 1955.
- Unsern Täglichen Traum, Zurich, Arche, 1955.
- Worte mit und ohne Anker, Wiesbaden, Limes, 1953.
- Mondsand, Pfullingen, Neske, 1960.
- Zweiklang, Zurich, Arche, 1960.
- Sinnende Flammen, Zurich, Arche, 1961.
- Logbuch des Traumkapitäns, Zurich, Arche, 1965.
- Gesammelte Gedichte I, P. Schifferli éd., Zürich, Arche/Wiesbaden, Limes, 1963.
- Gesammelte Gedichte II, P. Schifferli éd., Zürich, Arche/Wiesbaden, Limes, 1974.
- Gesammelte Gedichte III, A. Bleikasten éd., Zürich, Arche/Munich, Limes, 1984.

### Textes publiés en français
- Des taches dans le vide, Paris, Librairie Tschann, 1937.
- Sciure de gammes, Paris, Parisot, 1938, 1981.
- Poèmes sans prénoms, Grasse, à compte d’auteur, 1941.
- Rire de coquille, Amsterdam, Vordemberge-Guildewart, 1944.
- Le Blanc aux pieds de nègre, Paris, Fontaine, 1945.
- Le Siège de l’air, Paris, Vrille, 1946.
- Le Voilier dans la forêt, Paris, Louis Broder, 1957.
- Vers le blanc infini, Lausanne/Paris, La Rose des vents, 1960.
- Le Soleil recerclé, Paris Louis Broder, 1966.
- Jours effeuillés, Paris, Gallimard, 1966.

### Traductions françaises des poèmes allemands
Les poèmes allemands de Jean Arp n’ont fait l’objet, jusqu’à ce jour[Quand ?], que de rares traductions : 
- L’Ange et la Rose, Forcalquier, Robert Morel, 1965, trad. Maxime Alexandre.
- Logbuch, trad. Aimée Bleikasten, édition bilingue, Paris, Éditions Arfuyen, 1983.
- Sable de lune, traduit de l'allemand par Aimée Bleikasten (édition bilingue), Éditions Arfuyen, Paris-Orbey, 2005, ouvrage publié dans cadre du Prix Nathan Katz du Patrimoine.
- La Grande Fête sans fin, traduit de l'allemand par Aimée Bleikasten (édition bilingue), Éditions Arfuyen, Paris-Orbey, 2014.

La Bourse de traduction du Prix Nathan Katz du patrimoine a été attribuée en 2004 à Aimée Bleikasten pour ses traductions des poèmes en langue allemande de Jean Arp.

## Hommages
- "En compagnie de Jean Arp", Revue de Belles lettres , 2020, 1-2, sous la direction d'Agathe Mareuge et d'Amaury Nauroy, Lausanne, 2020[20].
- Un collège de la ville de Strasbourg porte son nom (sous le nom de Collège Hans Arp)[21]..
- Un amphithéâtre de l'Institut National des Sciences Appliquées de Strasbourg (INSA) porte son nom[22].

## Marché de l'art
La sculpture Colonne de rêve de 110 cm a été vendue 2 393 000 $ (1 635 000 €) en 2007 à New York, chez Christie's.
Une vente aux enchères des œuvres de Jean Arp, issues de la collection Greta Stroeh (1939-2001) - une proche de sa seconde épouse Marguerite Hagenbach-Arp, et garante de la Fondation Arp - était prévue le jeudi 26 mars 2020 chez Christie's à Paris, mais s'est trouvée annulée en raison des dispositions gouvernementales prises au début du mois de mars 2020 dans le cadre de la pandémie de Covid-19 (coronavirus).
Parmi les œuvres qui devaient être vendues figurait une pièce phare de Jean Arp : Torse en bronze à patine brun doré (H: 61 cm) de 1931, estimé entre 300 000 et 500 000 euros.
Pour la relancer, Christie's organise une vente en ligne fin mai début juin. Mais à la suite de disputes entre les fondations françaises et allemandes qui gèrent les intérêts des investisseurs sur l’œuvre de Jean Arp, les évaluations sont très basses. De plus, l’authentification d'une œuvre attribuée à Jean Arp peut être difficile, à cause de la disparition de Greta Stroeh, qui était la référente de l'artiste pour les marchands d'art. C'est ainsi que les dessins de Arp sont très bon marché, à l'inverse le record est tenu par « un » Torse des Pyrénées, déclaré par les marchands comme œuvre « la plus emblématique », a été vendu 4,8 millions de dollars en 2017 par Sotheby's.

## Pour approfondir